# Manthorpe (Grantham)
Pour les articles homonymes, voir Manthorpe.
Manthorpe est un village du Lincolnshire, en Angleterre.